# Хорбен
Хорбен (њем. Horben) општина је у њемачкој савезној држави Баден-Виртемберг. Једно је од 50 општинских средишта округа Брајсгау-Хохшварцвалд. Према процјени из 2010. у општини је живјело 1.108 становника. Посједује регионалну шифру (AGS) 8315056.

## Географски и демографски подаци
Хорбен се налази у савезној држави Баден-Виртемберг у округу Брајсгау-Хохшварцвалд. Општина се налази на надморској висини од 607 метара. Површина општине износи 8,8 km². У самом мјесту је, према процјени из 2010. године, живјело 1.108 становника. Просјечна густина становништва износи 127 становника/km².